# Bomolochus sinensis
Bomolochus sinensis is een eenoogkreeftjessoort uit de familie van de Bomolochidae. De wetenschappelijke naam van de soort is voor het eerst geldig gepubliceerd in 1970 door Cressey, in Cressey & Collette.